# レジス・ラコーニ
レジス・ラコーニ (Régis Laconi、1975年7月8日 - ) は、フランス・サンディジエ出身のオートバイレーサー。2009年シーズンはスーパーバイク世界選手権にDFXチームからドゥカティを駆って参戦していた。2004年の同選手権シリーズランキング2位、ロードレース世界選手権500ccクラスでも勝利した経験を持つ。

## 経歴

### キャリア初期
フランス人の母、イタリア人の父の間に生まれる。1991年にフランス国内の125ccロードレース選手権に参戦を開始し、翌1992年にはチャンピオンを獲得した。さらに1993年には250ccクラスのチャンピオン、1994年には250ccヨーロッパ選手権のチャンピオンに輝いた。1995年からはロードレース世界選手権250ccクラスに参戦を開始し2シーズンを戦ったが、成功を収めることはできなかった。

### 500ccクラス
1997年には500ccクラスにステップアップを果たしたが、怪我のためにシーズン途中でシートを失ってしまった。翌1998年にはレッドブルの支援によってWCMチームのシートを獲得し、ワークス仕様のヤマハ・YZR500を駆って3シーズンを戦った。シリーズランキングは10位(1998年)、11位(1999年)、12位(2000年)と大きな成功は残せなかったが、1999年シーズンの第12戦バレンシアGPでは自身唯一となるグランプリ優勝を果たした。

### スーパーバイク世界選手権[2]
2001年にはアプリリアのワークスライダーとして、スーパーバイク世界選手権に戦いの場を移した。開幕戦バレンシアのオープニングラップではトップを走行する活躍を見せたが、その後は未経験のサーキットに苦戦し、最終戦を前に最高位は4位に留まっていた。しかし最終戦のイモラはスーパーバイクでは初開催だったがGPでは何度か開催実績があったため、勝手知ったるコースでアドバンテージを得たラコーニは2番グリッドを獲得し、レース2で初勝利を果たした。
2002年はアプリリアのMotoGPマシン RS3 Cube を駆ってグランプリの最高峰クラスに復帰したが、マシンのパフォーマンスは低く、ラコーニは最高位8位・シリーズランキング19位に終わった。2003年はスーパーバイクに戻り、カラッチチームでドゥカティのマシンを駆り、5度の表彰台獲得でシリーズ4位の成績を残した。
この活躍が認められ、翌2004年はジェームス・トスランドと共にワークス・チームのFILA・ドゥカティのシートを得た。ラコーニはトスランドと共にチャンピオン候補の筆頭に挙げられ、5回のポールポジション、シーズン7勝を果たしたが、最終戦マニクールでトスランドに競り負けて、惜しくも9ポイント差でタイトルを逃してしまった。
翌2005年シーズンは怪我によるシーズン途中の欠場が響いてシリーズ6位に終わる。2006年は PSG-1 コルセチームに移籍しカワサキのマシンに乗り換えたが、チームメイトのクリス・ウォーカーがシリーズ9位、フォンシ・ニエトが10位に入る中、ラコーニは15位に沈んでしまった。2007年も同チームに残留し、若干調子を取り戻したラコーニはカワサキ勢トップとなるシリーズ10位を記録した。
2008年もラコーニは同チームに残留、チームメイトに玉田誠を迎えた。第8戦ミサノ、チームは主催国のサンマリノに合わせたブルーのカラーリングのマシンを用意したが、レース1でラコーニと玉田両名がクラッシュしてしまい、レース2ではラコーニはいつものライムグリーンのマシンで戦うことになった。
2009年、ラコーニはDFXチームに移籍し、プライベーター仕様のドゥカティを駆ることになった。シーズン序盤は良好な成績を収めていたが、第6戦キャラミのフリープラクティスで激しく転倒し、頸椎など数カ所に重傷を負ってしまった。一時は生命すら危ぶまれたラコーニだったが、手術は無事成功し、退院し自宅でリハビリに努めた。
2010年シーズン開幕に向けて、ラコーニはDFXチームからの実戦復帰を目指してテスト走行を重ねたが、頸部と三角筋の痛みが取れないことから参戦を断念。2011年からの復帰を目指して、1年間の休養を選択した。

## 主なレース戦績

### ロードレース世界選手権[1]
| シーズン | クラス | バイク     | 出走 | 優勝 | 表彰台 | PP | ポイント | 順位 |
| -------- | ------ | ---------- | ---- | ---- | ------ | -- | -------- | ---- |
| 1992年   | 125cc  | ホンダ     | 1    | 0    | 0      | 0  | 0        | -    |
| 1995年   | 250cc  | ホンダ     | 13   | 0    | 0      | 0  | 4        | 27位 |
| 1996年   | 250cc  | ホンダ     | 15   | 0    | 0      | 0  | 43       | 15位 |
| 1997年   | 500cc  | ホンダ     | 11   | 0    | 0      | 0  | 52       | 14位 |
| 1998年   | 500cc  | ヤマハ     | 12   | 0    | 0      | 0  | 86       | 10位 |
| 1999年   | 500cc  | ヤマハ     | 16   | 1    | 2      | 1  | 103      | 11位 |
| 2000年   | 500cc  | ヤマハ     | 16   | 0    | 0      | 0  | 106      | 12位 |
| 2002年   | MotoGP | アプリリア | 16   | 0    | 0      | 0  | 33       | 19位 |
| 合計     |        |            | 100  | 1    | 2      | 1  | 427      |      |

### スーパーバイク世界選手権[2]
| シーズン | バイク     | 出走 | 優勝 | 表彰台 | PP | FL | ポイント | シリーズ順位 |
| -------- | ---------- | ---- | ---- | ------ | -- | -- | -------- | ------------ |
| 2001年   | アプリリア | 25   | 1    | 1      | 0  | 0  | 152      | 11位         |
| 2003年   | ドゥカティ | 24   | 0    | 5      | 1  | 2  | 267      | 4位          |
| 2004年   | ドゥカティ | 22   | 7    | 14     | 5  | 6  | 327      | 2位          |
| 2005年   | ドゥカティ | 16   | 3    | 8      | 1  | 2  | 221      | 6位          |
| 2006年   | カワサキ   | 24   | 0    | 0      | 0  | 0  | 103      | 15位         |
| 2007年   | カワサキ   | 25   | 0    | 0      | 0  | 0  | 137      | 10位         |
| 2008年   | カワサキ   | 28   | 0    | 0      | 0  | 0  | 61       | 16位         |
| 2009年   | ドゥカティ | 10   | 0    | 0      | 0  | 0  | 77       | 15位         |
| 合計     |            | 174  | 11   | 28     | 7  | 10 | 1345     |              |

### 鈴鹿8時間耐久ロードレース[5]
| 開催年 | バイク         | チーム                     | パートナー | 総合順位 |
| ------ | -------------- | -------------------------- | ---------- | -------- |
| 1999年 | ヤマハ・YZF-R7 | ヤマハ・レーシング・チーム | 芳賀紀行   | 4位      |